# Осек (Освенцимський повіт)
Осек (пол. Osiek, нім. Bratmannsdorf) — село в Польщі, у гміні Осек Освенцимського повіту Малопольського воєводства.
Населення — 6706 осіб (2011).

## Історія
У 1975-1998 роках село належало до Бельського воєводства, підпорядковувалося районній адміністрації в Освенцимі.

## Демографія
Демографічна структура станом на 31 березня 2011 року:
|          | Загалом | Допрацездатний вік | Працездатний вік | Постпрацездатний вік |
| -------- | ------- | ------------------ | ---------------- | -------------------- |
| Чоловіки | 3303    | 704                | 2248             | 351                  |
| Жінки    | 3403    | 702                | 2006             | 695                  |
| Разом    | 6706    | 1406               | 4254             | 1046                 |